# Svatováclavští rytíři

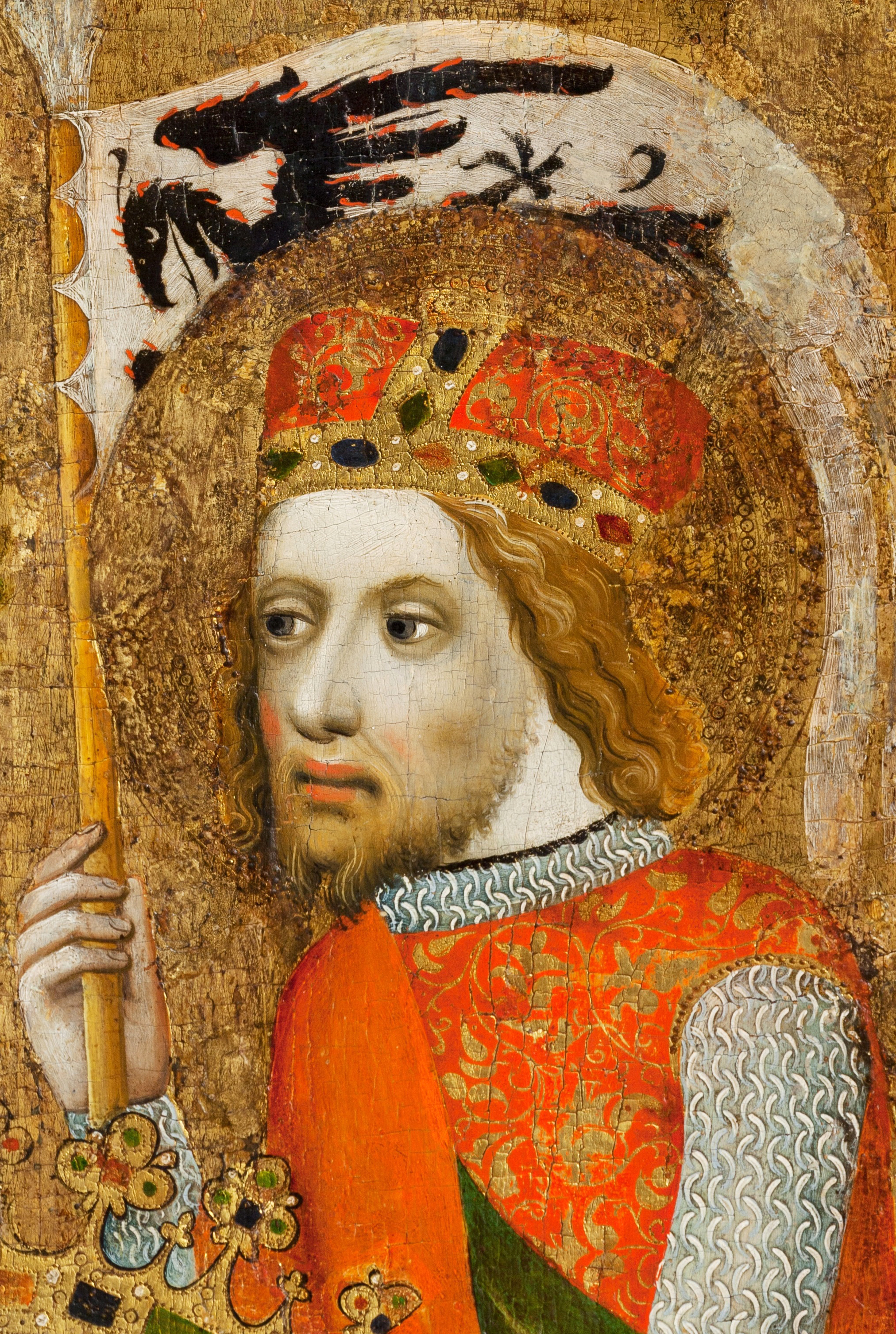
Svatý Václav

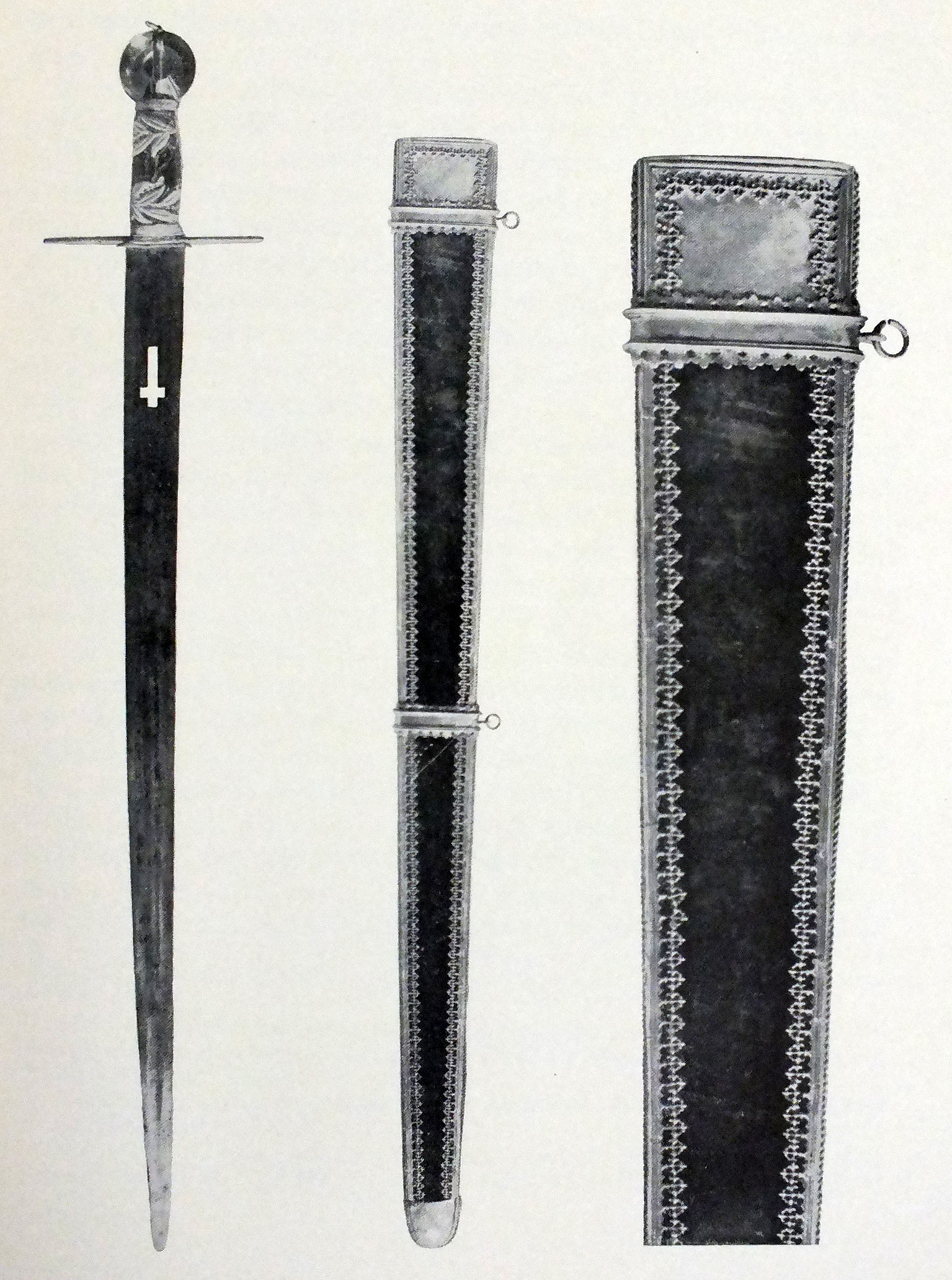
Svatováclavský meč

Rytířský řád svatého Václava, Svatováclavští rytíři nebo rytíři svatého Václava (latinsky Equites Sancti Wenceslai) byli vybraní jedinci, kteří byli při korunovaci českých králů pasováni svatováclavským mečem. Toto pasování mělo povahu pouze vyznamenání a neznamenalo tvorbu rytířského řádu. S tímto vyznamenáním nebyla spojena žádná privilegia, insignie ani žádné hmotné výhody.

## Historie
Historicky nejstarší známé pasování proběhlo roku 1297 při korunovaci Václava II., který takto pasoval na rytíře dvě stě čtyřicet osob. Je známo, že další pasování proběhla při korunovaci Jana (1311) a Zikmunda Lucemburského (1420), počet takto pasovaných rytířů není znám.
Další pasování probíhala při korunovaci českých panovníků relativně pravidelně, lze říci, že vynechání bylo spíše výjimečnou záležitostí, počet pasovaných osob zřídka přesáhl číslo dvacet. U novověkých korunovací se tento zvyk zachoval víceméně z úcty k hlavnímu zemském patronovi. Vyznamenaní byli především z řad zasloužilých vojáků a úředníků.
Posledním českým panovníkem, který pasování provedl byl Ferdinand V. při své korunovaci v roce 1836, kdy pasoval patnáct rytířů (sedm šlechticů ze stavu panského a osm ze stavu rytířského). Jednalo se o osoby navržené krajskými úřady, povětšinou z řad zasloužilých říšských úředníků.
Novodobá sdružení a organizace podobných jmen jsou považovány za samozvané rytířské řády.

## Způsob pasování
Pasování se provádělo při korunovaci nového českého krále, a probíhalo trojím poklepem na levé rameno mečem svatého Václava.
Vzhledem k tomu, že neexistovaly stanovy či kapitula, jednalo se o čestné vyznamenání a nikoliv rytířský řád.

## Počet pasovaných rytířů
Známé počty pasovaných rytířů při korunovaci daného krále:
| Panovník        | rok  | počet |
| --------------- | ---- | ----- |
| Václav II.      | 1297 | 240   |
| Jan             | 1311 | 2     |
| Zikmund         | 1420 | ?     |
| Albrecht        | 1438 | 100   |
| Ladislav        | 1453 | ?     |
| Vladislav II.   | 1471 | ?     |
| Ferdinand I.    | 1527 | 14    |
| Maxmilián       | 1562 | 19    |
| Rudolf II.      | 1575 | 4     |
| Matyáš          | 1611 | 2     |
| Ferdinand II.   | 1617 | 3     |
| Fridrich Falcký | 1619 | 5     |
| Ferdinand III.  | 1627 | 4     |
| Ferdinand IV.   | 1646 | 5     |
| Leopold I.      | 1656 | 9     |
| Karel II.       | 1723 | 47    |
| Marie Terezie   | 1743 | 21    |
| Leopold II.     | 1791 | 19    |
| František       | 1792 | 18    |
| Ferdinand V.    | 1836 | 15    |